# Anabela Drummond
Anabela Drummond (Abadia de Dunfermline, 1350 — Palácio de Scone, 1401) foi rainha consorte da Escócia através de seu casamento com João Stewart, o futuro rei Roberto III da Escócia. 

## Família
Ela era a filha de Sir João Drummond, 11.° Tano de Lennox, e Chefe do Clã Drummond, e de Maria de Montifex (ou Montefichet), herdeira de Stobhall.
Seus avós paternos eram Malcolm de Drummond e esposa de nome desconhecido, e seus avós maternos eram Guilherme Montefichet de Auchterarder e Cargil, e esposa de nome desconhecido.
Sua tia paterna, Margarida Drummond, havia sido rainha da Escócia de 1364 a 1369 como esposa de David II, seu segundo marido.

## Biografia
Em 1367, Anabela se casou com o príncipe João Stewart, filho do rei Roberto II da Escócia e de sua primeira esposa, Isabel Mure.
Logo, Anabela ficou envolvida em uma luta pelo poder com o irmão de seu marido, Roberto Stuart, pois, como Anabela teve várias filhas no começo do casamento, e nenhum filho, ele acreditava em uma lei que impedisse as mulheres de herdar o trono.
João se tornou rei da Escócia em 19 de abril de 1390, tomando o nome de Roberto III da Escócia. Em 14 de agosto de 1390, Anabela foi coroada ao lado do marido, na Abadia de Scone, em Perthshire.
Roberto, que era inválido devido a um acidente de cavalo, em 1384, só piorou na década de 1390, quando ele se tornou mais abatido e incompetente. Durante essa época, ele teria dito a esposa para enterrá-lo com o epitáfio  "Aqui jaz o pior dos reis e mais infeliz dos homens ".
Anabela tomou a decisão de cuidar dos assuntos reais, como a governante de facto, e assim, preparou um torneio em 1398, em Edimburgo, onde seu filho mais velho, Davi Stuart, foi investido como cavaleiro. Naquele mesmo ano, em abril, a rainha convocou um conselho, onde ele foi criado Duque de Rothesay e Lieutenant do Reino.
Anabela morreu no Palácio de Scone, em 1401, e foi enterrada na Abadia de Dunfermline.

## Descendência
Seus filhos foram:
- Davi Stuart, Duque de Rothesay (24 de outubro de 1378 — 26 de março de 1402), herdeiro do trono, foi noivo de Isabel Dunbar, filha de Jorge Dunbar, conde de March ou Dunbar e de Cristina de Seton. Porém, se casou com Marjorie Douglas, filha de Arquibaldo Douglas, 3.° conde de Douglas e de Joana de Morávia. Após ser preso pelo tio Roberto Stuart, duque de Albany, morreu no Palácio de Falkland;
- Roberto Stewart, morto jovem;
- Jaime I da Escócia (1394 -  21 de fevereiro de 1437), sucessor do pai, foi marido de Joana Beaufort, com quem teve filhos. Morreu assassinado;
- Margarida Stewart (m. 26 de janeiro 1450 ou setembro de 1456), foi esposa de Arquibaldo Douglas, 4.° conde de Douglas, filho do terceiro conde, com quem teve filhos;
- Maria Stewart {m. após 1458), se casou quatro vezes: primeiro com Jorge Douglas, 1.° conde de Angus, com quem teve filhos; em seguida, foi a esposa de Sir Jaime Kennedy de Dunure, e teve filhos. Ficou noiva de Guilherme Cunningham, mas não se casaram. Seu terceiro marido foi  Sir Guilherme Graham de Kincardine, e deixou descendência, e por último, se uniu a Sir Guilherme Edmonstone de Duntreath, sendo a mãe de seus filhos;
- Isabel Stewart (m. antes de 1411) casada com Jaime Douglas, 1.° Senhor Dalkeith, com quem teve filhos;
- Egídia Stewart, morta jovem.

Seu marido teve dois filhos ilegítimos de duas amantes de nome desconhecido. Eles eram: Jaime Stuart de Killbride, e João Stewart, cujo descendentes foram os baronetes Shaw Stewart.